# Tweede Kamerverkiezingen 1989/Kandidatenlijst/RPF
Dit is de kandidatenlijst voor de Tweede Kamerverkiezingen 1989 van de RPF. De partij had een lijstverbinding met de SGP en het GPV.

## De lijst
Er waren twee lijsten: een lijst voor de kieskring Middelburg, die de provincie Zeeland omvat, en een lijst voor de rest van Nederland. De eerste twintig plaatsen kwamen daarbij overeen, de laatste tien verschilden.
- vet: verkozen
- schuin: voorkeurdrempel overschreden

1. Meindert Leerling - 75.245 stemmen
2. N.C. van Velzen - 2.867
3. Ad de Boer - 1.026
4. Andries Knevel - 427
5. J.H. ten Hove - 305
6. Alie Hoek-van Kooten - 1.194
7. André Rouvoet - 136
8. Egbert Schuurman - 607
9. Johan Frinsel - 1.661
10. G.P.A. Beukema - 127
11. Rijk van Dam - 62
12. Jan Rietkerk - 180
13. A.W. Biersteker - 108
14. P. Langeler - 88
15. J. Heetebrij - 63
16. A. Kadijk - 68
17. C.J. Smits - 54
18. Marianne Verhage-van Kooten - 58
19. S.O. Voogt - 122
20. Dick Schutte - 186

### Heel Nederland behalve kieskring Middelburg
1. J.H. van Bemmel - 48
2. Cor de Jonge - 68
3. G.E. Rietveld-de Vries - 34
4. Henk Jochemsen - 52
5. A.H. de Jongh - 27
6. P.J.A. Burghout-van den Heuvel - 26
7. Leen van Dijke[1] - 12
8. Henk Visser - 48
9. L. Zandbergen-Kok - 57
10. Dick Stellingwerf - 125

### Kieskring Middelburg
1. Leen van Dijke[1] - 11
2. P. van Belzen - 26
3. L.M. Luitwieler - 6
4. Theo van Bennekom - 30
5. W. Mol - 1
6. J. de Bruyne - 4
7. T. Elzinga - 11
8. B.J. van Belzen - 3
9. J. Marinissen - 6
10. C.J. Leunis - 52

CDA · PvdA · VVD · D66 · SGP · Groen Links · GPV · RPF · VCN · SP · Humanistische Partij · Milieu Defensie Partij 2000+ · PDS · Realisten Nederland · AWP · Bejaarden Centraal · Vrouwenpartij · Socialistische Minderheden Partij · Centrumdemocraten · De Groenen · PPvO · VMP · SAP · Grote Alliance Partij · Staatkundige Federatie
1977 · 1981 · 1982 · 1986 · 1989 · 1994 · 1998